# Navia de Suarna
Navia de Suarna es un municipio español situado en la provincia de Lugo, en Galicia, con capital en la localidad de Puebla de Navia. Está ubicado en el área montañosa de Galicia oriental, en la zona septentrional de la comarca de los Ancares Lucenses. Es un municipio fronterizo al limitar al norte y al este con el concejo de Ibias en Asturias y al sureste con el municipio de Valle de Ancares, en la provincia de León; limita además al sur con el municipio de Cervantes, al oeste con el de Becerreá y al noroeste con Fonsagrada, todos ellos en la propia provincia.
El municipio y la villa son atravesados por el río Navia y el punto más alto es el puerto de Ancares a 1680 m s. n. m. Cuenta con una población de 979 habitantes (INE 2024).

## Historia
Se han encontrado restos megalíticos, como las mámoas y los dolmenes de Ferreirúa y Vilarpandín. De la cultura castreña hay restos de hasta 25 castros, como los de Monterrío, O Coedo, Larxentes, Cantón y Cabanela (unidos por un corredor de 300 m). En la parroquia de Rao está el Campamento Romano de la Recacha. En Moia, Quintá, Muñís y Ribón se conservan pallozas.
De la época de la Edad Media son las sepulturas de Abrente y Molmeán y el castillo de Navia tiene su origen en el siglo XI. Paso a manos de los Osorio y del condado de Altamira y fue destruido durante la Gran Guerra Irmandiña y rehabilitado posteriormente para viviendas. El puente de la Puebla, sobre el río Navia, es de origen romano y tiene un solo arco apuntado, con muros altos y calzada empinada.

## Geografía humana

### Organización territorial
El municipio está formado por ciento siete entidades de población distribuidas en veinte parroquias:
- Barcia (San Miguel)
- Cabanela (Santa María)
- Castañedo (Santiago)
- Folgueiras (Santa Eufemia)
- Freijís[6]
- Gallegos[6]
- Monasterio[6]
- Moya[6]
- Muñís (San Xosé)
- Peñamil[6] (Santiago)[5]
- Pin (Santa María)
- Puebla de Navia[6] (Santa María Magdalena)[5]
- Queizán (Santiago)
- Rao (Santa María)
- Ribón (Santa Mariña)
- Riveira[6]
- Sebane (San Xoán)[5]
- Son (Santa María)
- Vallo (Santa Mariña)
- Villarpandín[6]

### Demografía
Cuenta con una población de 979 habitantes (INE 2024).
| Gráfica de evolución demográfica de Navia de Suarna entre 1842 y 2021                                                 |
| |
| Población de derecho según los censos de población del INE. Población de hecho según los censos de población del INE. |

Al igual que la mayoría de los municipios de la provincia de Lugo, Navia acumula muchas décadas de pérdida poblacional continuada, siendo además en esta zona de la montaña lucense donde mayores han sido las caídas tanto relativas como absolutas.
Las principales razones de la pérdida poblacional son las deficientes comunicaciones existentes aún hoy en día que favorecen un gran aislamiento y la falta de oportunidades laborales que han llevado a las generaciones más jóvenes a emigrar desde mediados del siglo XX, principalmente a los centros industriales de la vecina Asturias como Gijón y Avilés, donde llegó a haber grandes colonias de naviegos, a Barcelona que contó incluso con una ruta directa con Navia y más recientemente a Lugo capital y especialmente a La Coruña.
Todo esto ha tenido como consecuencia, aparte del despoblamiento, un envejecimiento poblacional muy acusado, teniendo en la actualidad más del 50 % de la población edades superiores a los 65 años.